# 源盛
源盛（げんじょう/げんせい、嘉元元年（1303年）- 正平13年/延文3年12月13日（1359年1月12日））は、南北朝時代の武将・天台宗の僧。名和長年の弟。

## 略歴
初め伯耆国大山寺に住して信濃坊と称していた。1333年（元弘3年）閏2月に兄長年が隠岐国を脱出した後醍醐天皇を伯耆国船上山に要して挙兵すると、大山寺の衆徒などを率いてこれに加わった。千種忠順に属して鎌倉幕府の京都における拠点六波羅の攻略に軍功を上げた。その後、地頭職であった肥後国八代荘に下った長年の嫡男義高の養子名和顕興（実父は長年の次男基長）を補佐し、征西将軍宮懐良親王に属して活動した。1358年（正平13年/延文3年）、肥後国八代で没した。